# María Soledad Arahuetes
María Soledad Arahuetes Portero (Segovia, 1944 - Cuenca, 26 de febrero de 2013) fue una profesora y política española.

## Biografía
Natural de Segovia, de adolescente se trasladó con su familia a Cuenca, donde cursó el bachiller superior. Licenciada en Ciencias por la Universidad Complutense de Madrid, fue profesora en distintos centros de enseñanza primaria y secundaria de Cuenca. Durante la Transición fue miembro de Unión de Centro Democrático (UCD), formación política con la que concurrió y obtuvo un escaño en el Congreso en las elecciones generales de 1979. Participó en la mesa de parlamentarios de Castilla-La Mancha que elaboró su estatuto de autonomía. Durante su tiempo como diputada fue activa defensora de la creación de la Universidad de Castilla-La Mancha y Secretaria Primera de la Comisión del Defensor del Pueblo. Tras la derrota electoral de la UCD en las elecciones de 1982, se afilió a Alianza Popular (después Partido Popular), siendo delegada de Educación en la provincia de Cuenca durante el primer gobierno de José María Aznar hasta que las competencias en materia educativa fueron traspasadas a la Junta de Comunidades.